# Athée-sur-Cher
Athée-sur-Cher – miejscowość i gmina we Francji, w Regionie Centralnym, w departamencie Indre i Loara.
Według danych na rok 1990 gminę zamieszkiwało 1819 osób, a gęstość zaludnienia wynosiła 53 osoby/km² (wśród 1842 gmin Regionu Centralnego Athée-sur-Cher plasuje się na 215. miejscu pod względem liczby ludności, natomiast pod względem powierzchni na miejscu 256.).